# Next (Lil Pump)
Next è un singolo del rapper statunitense Lil Pump, pubblicato il 30 giugno 2017. 

## Tracce
1. Nexy – 2:26